# Équipe de Porto Rico féminine de basket-ball
Cet article traite de l'équipe féminine. Pour l'équipe masculine, voir Équipe de Porto Rico masculine de basket-ball.
Maillots
L’équipe de Porto-Rico féminine de basket-ball est la sélection des meilleures joueuses portoricaines de basket-ball.

## Résultats

### Palmarès
| Compétitions mondiales                             | Compétitions continentales | Autres compétitions |
| -------------------------------------------------- | --- | --- |
| - Jeux olympiques - Néant - Coupe du monde - Néant | - Coupe des Amériques - Finaliste en 2021 - Troisième en 1995 et 2017 - Jeux panaméricains (1) - Vainqueur en 2011 - Troisième en 2019 | - CentroBasket (1) - Vainqueur en 2010 - Finaliste en 1982, 1993, 2002, 2006 et 2014 - Troisième en 1978, 1998, 2018 et 2023 |

### Parcours en compétitions internationales

#### Jeux olympiques
| Année | Position      |      | Année         | Position |               | Année | Position |
| 1976  | Non qualifiée | 1996 | Non qualifiée | 2016     | Non qualifiée |       |          |
| 1980  | Non qualifiée | 2000 | Non qualifiée | 2020     | 12e           |       |          |
| 1984  | Non qualifiée | 2004 | Non qualifiée | 2024     | 10e           |       |          |
| 1988  | Non qualifiée | 2008 | Non qualifiée | 2028     | -             |       |          |
| 1992  | Non qualifiée | 2012 | Non qualifiée | 2032     | -             |       |          |

#### Coupe du monde
| Année | Position      |      | Année         | Position |               | Année | Position |
| 1953  | Non qualifiée | 1979 | Non qualifiée | 2006     | Non qualifiée |       |          |
| 1957  | Non qualifiée | 1983 | Non qualifiée | 2010     | Non qualifiée |       |          |
| 1959  | Non qualifiée | 1986 | Non qualifiée | 2014     | Non qualifiée |       |          |
| 1964  | Non qualifiée | 1990 | Non qualifiée | 2018     | 16e           |       |          |
| 1967  | Non qualifiée | 1994 | Non qualifiée | 2022     | 8e            |       |          |
| 1971  | Non qualifiée | 1998 | Non qualifiée | 2026     | -             |       |          |
| 1975  | Non qualifiée | 2002 | Non qualifiée | 2030     | -             |       |          |

#### Coupe des Amériques
| Année | Position      |      | Année         | Position     |           | Année | Position |
| 1989  | Non qualifiée | 2005 | 5e            | 2019         | 4e        |       |          |
| 1993  | 6e            | 2007 | Non qualifiée | 2021         | Finaliste |       |          |
| 1995  | Troisième     | 2009 | 5e            | 2023         | 4e        |       |          |
| 1997  | 7e            | 2011 | 5e            | 2025         | 6e        |       |          |
| 1999  | 7e            | 2013 | 4e            | Pays inconnu | -         |       |          |
| 2001  | Non qualifiée | 2015 | 6e            | Pays inconnu | -         |       |          |
| 2003  | Non qualifiée | 2017 | Troisième     | Pays inconnu | -         |       |          |

## Effectif actuel
| Numéro | Joueuse                | Poste         | Naissance         | Taille | Club(s) 2020-2021         |
| ------ | ---------------------- | ------------- | ----------------- | ------ | ------------------------- |
| 0      | Jennifer O'Neill       | Meneuse       | 19 avril 1990     | 1,65 m | CSK Samara                |
| 1      | Tayra Meléndez         | Ailière       | 29 octobre 1993   | 1,70 m | Gigantes de Carolina      |
| 5      | Pamela Rosado          | Meneuse       | 30 avril 1986     | 1,65 m | Atenienses de Manatí      |
| 9      | Allison Gibson         | Arrière       | 27 mars 1993      | 1,91 m | Gigantes de Carolina      |
| 10     | Jada Stinson           | Ailière       | 23 septembre 1999 | 1,70 m | Redbirds d'Illinois State |
| 12     | Dayshalee Salamán      | Arrière       | 17 mars 1990      | 1,65 m | Cangrejeras de Santurce   |
| 24     | Jazmon Gwathmey        | Arrière       | 24 janvier 1993   | 1,88 m | Geas Basket               |
| 25     | Isalys Quiñones        | Ailière forte | 23 octobre 1997   | 1,91 m | Dafni                     |
| 28     | Sabrina Lozada-Cabbage | Ailière       | 19 avril 1990     | 1,87 m | Vitória S.C.              |
| 33     | India Pagán            | Pivot         | 7 janvier 1999    | 1,87 m | Seawolves de Stony Brook  |
| 55     | Jacqueline Benitez     | Arrière       | 6 juin 1997       | 1,56 m | KK Šiauliai               |
| 91     | Michelle González      | Arrière       | 3 août 1989       | 1,68 m | Cangrejeras de Santurce   |

Entraineur :  Jerry Batista
Assistants :  Daniel Ortiz, Carlos Calcaño